# Petroleumvaxer
Petroleumvaxer är fasta eller halvfasta, brunsvarta till färglösa, och erhålls ur den s. k. smörjoljefraktionen vid destillation av petroleum. De består huvudsakligen av långa, mättade kolväten med 20 – 70 kolatomer per molekyl och är olösliga i vatten och alkohol.
Man skiljer mellan en typ med grovkristallin struktur, paraffin, och en med mikrokristallin struktur, mikrovax. Båda används till en rad kemisk-tekniska produkter såsom ljusmassa, impregneringsmedel m. m.